# 小赤蜩鳴宮
小赤蜩鳴宮，或小赤崁蜩鳴宮，古名三山宮，臺灣澎湖縣廟宇，白沙鄉小赤村（小赤崁）公廟，鎮海澳角頭廟之一，主祀溫府王爺。

## 沿革
小赤村位於澎湖縣白沙鄉（北山嶼），為白沙鄉唯一不濱海的村里行政區，村落名乃自「小赤崁」簡化，古書多作「小赤嵌」。「赤崁」在台語中為「紅色高地」之意，反應聚落周遭佇立紅色玄武岩高丘的自然地理現象，北山嶼東北端有兩處聚落皆以「赤崁」為名，大赤崁（今白沙鄉赤崁村）倚海偏北，小赤崁地理位置偏南，相對於大赤崁而得名之。
清領時期乾隆朝《澎湖紀略》便有「小赤崁社」紀錄，隸屬「鎮海澳」管轄，日治時期大正九年（1920年）改隸「白沙庄」。1945年二戰結束之後，一度被併入「赤崁村」，嗣後又和岐頭、員貝合併為「三民村」，實施地方自治後獨立一村，即「小赤村」，延續迄今。
小赤崁蜩鳴宮古名「三山宮」，主祀溫府王爺，根據陳麗瓊〈小赤村的宮廟祭祀與泛靈信仰〉一文引述1969年廟宇落成碑記；乾隆十八年（1753年），船戶林大吉在福州港畔拾獲溫府王爺神像，隨之迎奉回村內宮廟，其中乾隆十八年（1753年）為迎奉溫府王爺為主神的年份，並非開基年份，故小赤崁在迎奉溫府王爺之前，當地已有村廟，或應已建有土地公祠。同年，林大吉敬獻村廟「威光海國」一匾，亦為小赤崁當地最古老的歷史文物。此外，廟內尚存咸豐元年（1851年）的古匾「格被神恩」，應為搭配廟寺重建村內弟子敬獻。
日治時期明治31年（1898年），台灣總督府進行〈澎湖廳社寺廟宇調〉，小赤崁村廟「基地 12 坪、敷地（占地）為 44 坪」，時廟名為「三山宮」。根據小赤崁耆佬林兩震於2019年的採訪中說明，「三山宮」之名源自小赤崁聚落地理外貌，三山即指「前山」、「長山」和「後山」，其中「前山」坐落宮廟前方、「後山」則位於廟宇後頭，而「長山」位於宮廟左側，故而名之；但1997年〈小赤村鳭鳴宮重建碑記〉又云，三座小丘從西北往東南走向，依序稱「後山坡」、「後山」以及「東寮山」。
大正13年（1924年），小赤崁三山宮發起重建，約莫於昭和二年（1927年）落成，廟基拓展為 32 坪，境域面積 45 坪，並改名為「小赤崁蜩鳴宮」。「蜩」字通「蟬」，當地人俗稱「𧌄蜅蠐（Am-poo-tsê）」，引據光緒二十年（1894年）付梓《澎湖廳志》，志中曾云蟬類飛蟲唯小赤崁有之，故取「蜩鳴宮」，反應當時小赤崁蟬鳴不絕的生態背景；小赤崁蟬種以黃蟪蛄（學名：Platypleura hilpa）為主，嗣後因小赤崁防風林遭到砍伐，蟬無處可棲，轉而飛往港尾（今講美村）防風林棲息。
民國48年（1959年），小赤崁蜩鳴宮老舊，地方遂有重建之意，民國52年（1963年）二月，村人呂築、林輝煌等成立重建委員會，進行募款事宜，同年動工，歷時六載，始於民國58年（1969年）竣工；村民林兩震當時月俸約 250 元，種植三年高粱，慨捐 6000 元予廟宇重建工程，可見募款之艱辛。
民國84年（1995年），許嘉齊倡議重建，獲得村民共識即籌組重建委員會，順利於民國86年（1997年）落成，即為今貌。

## 圖輯

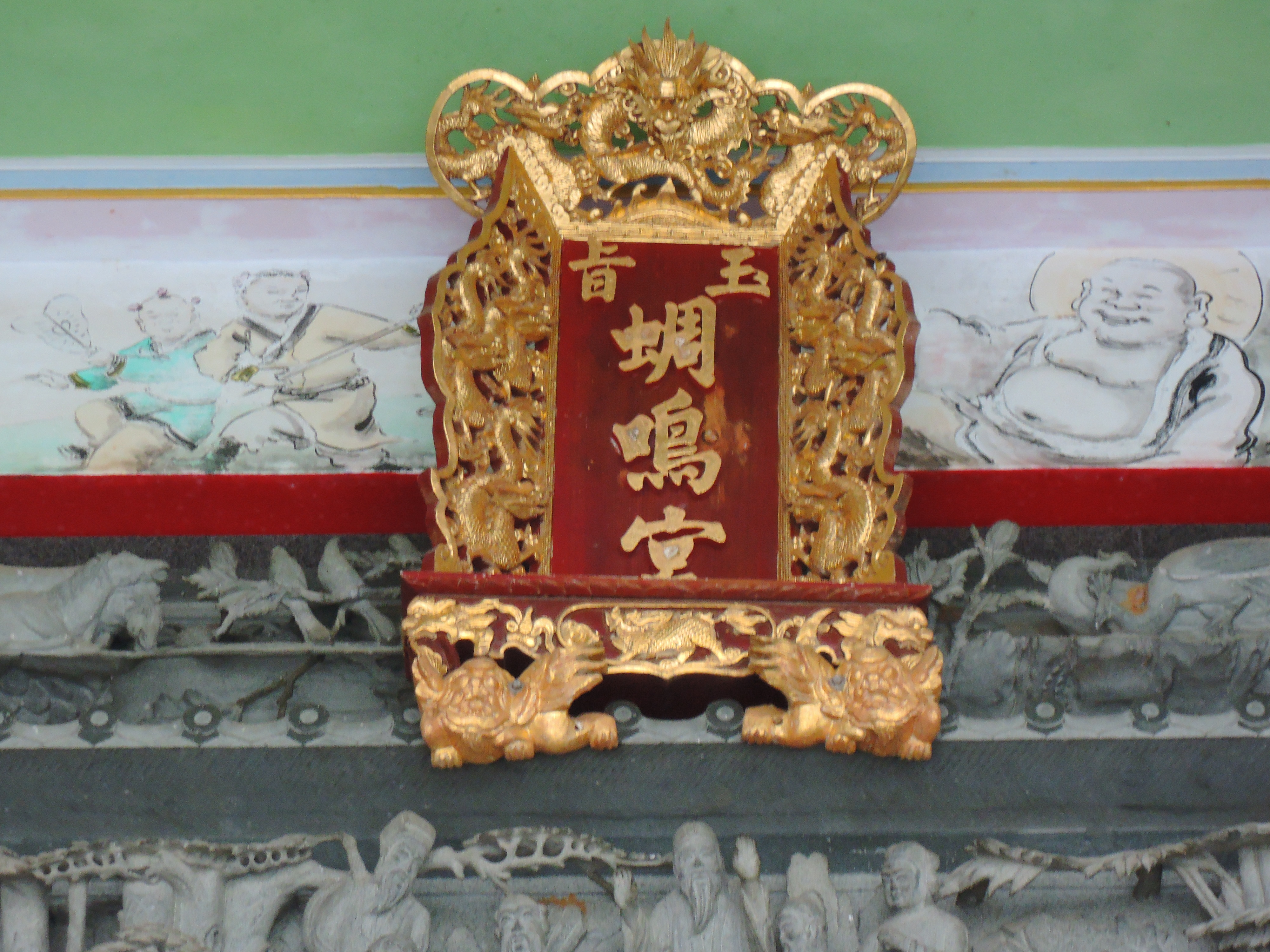
聖旨牌
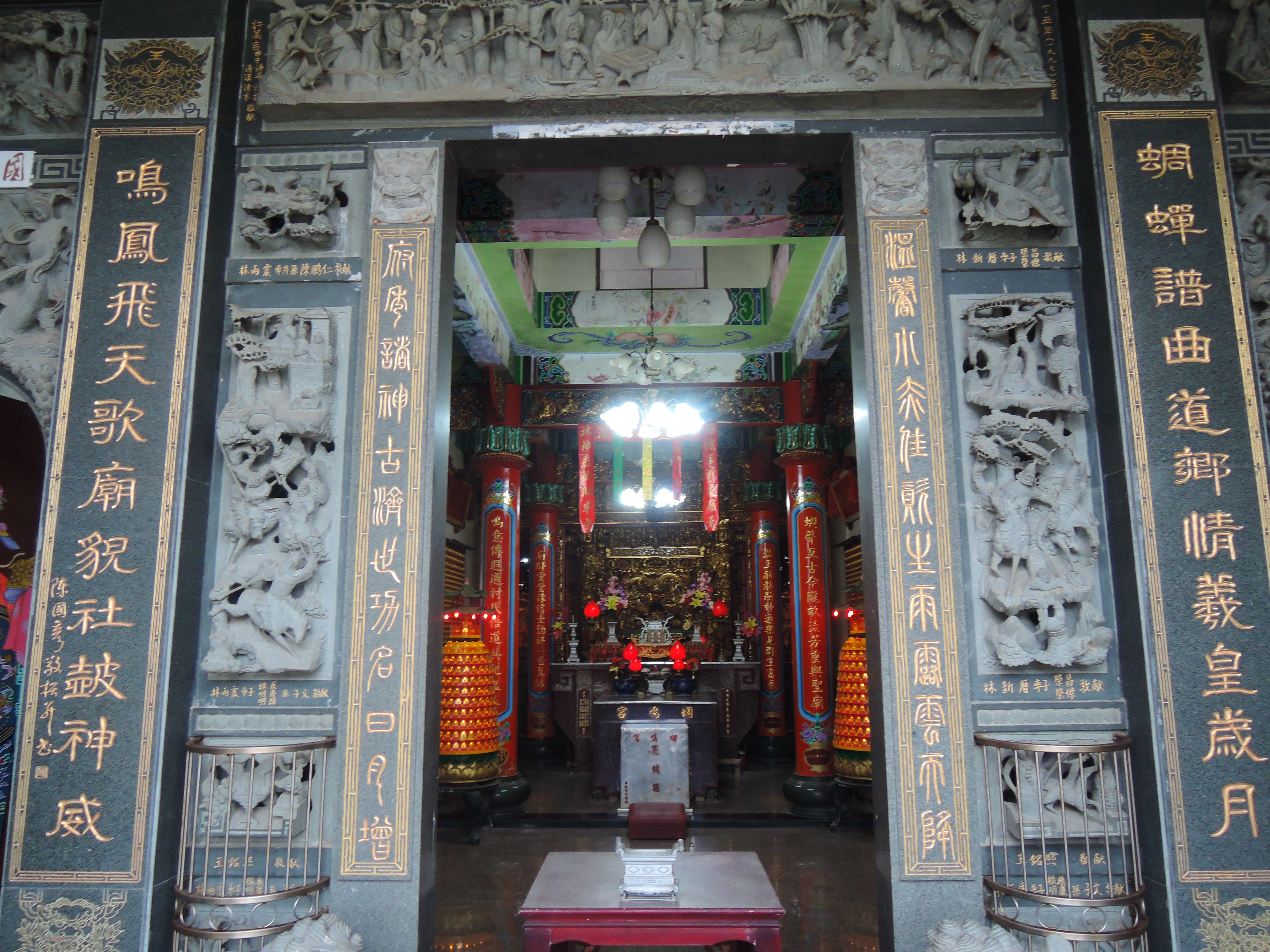
蜩鳴對聯
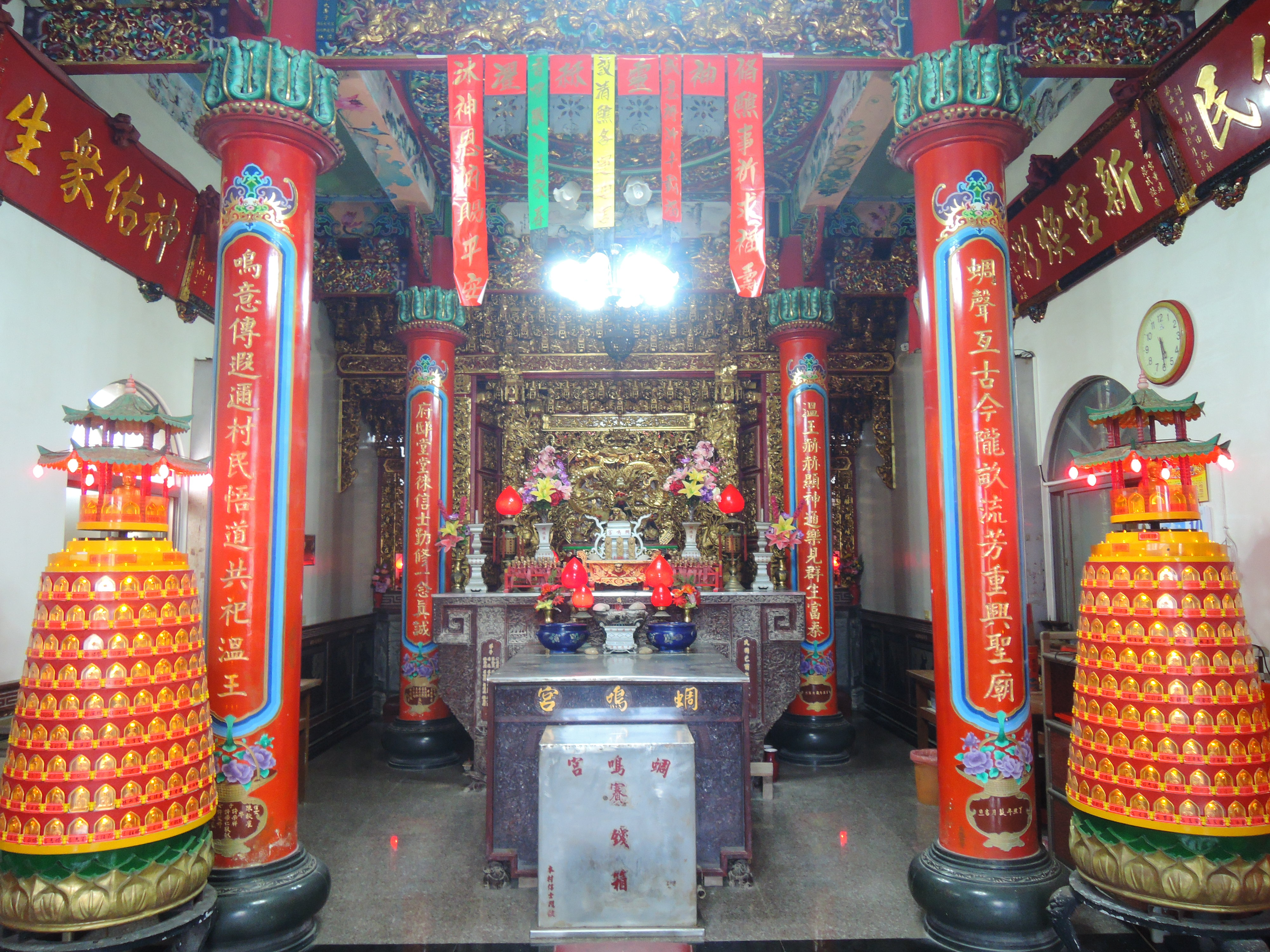
神明廳
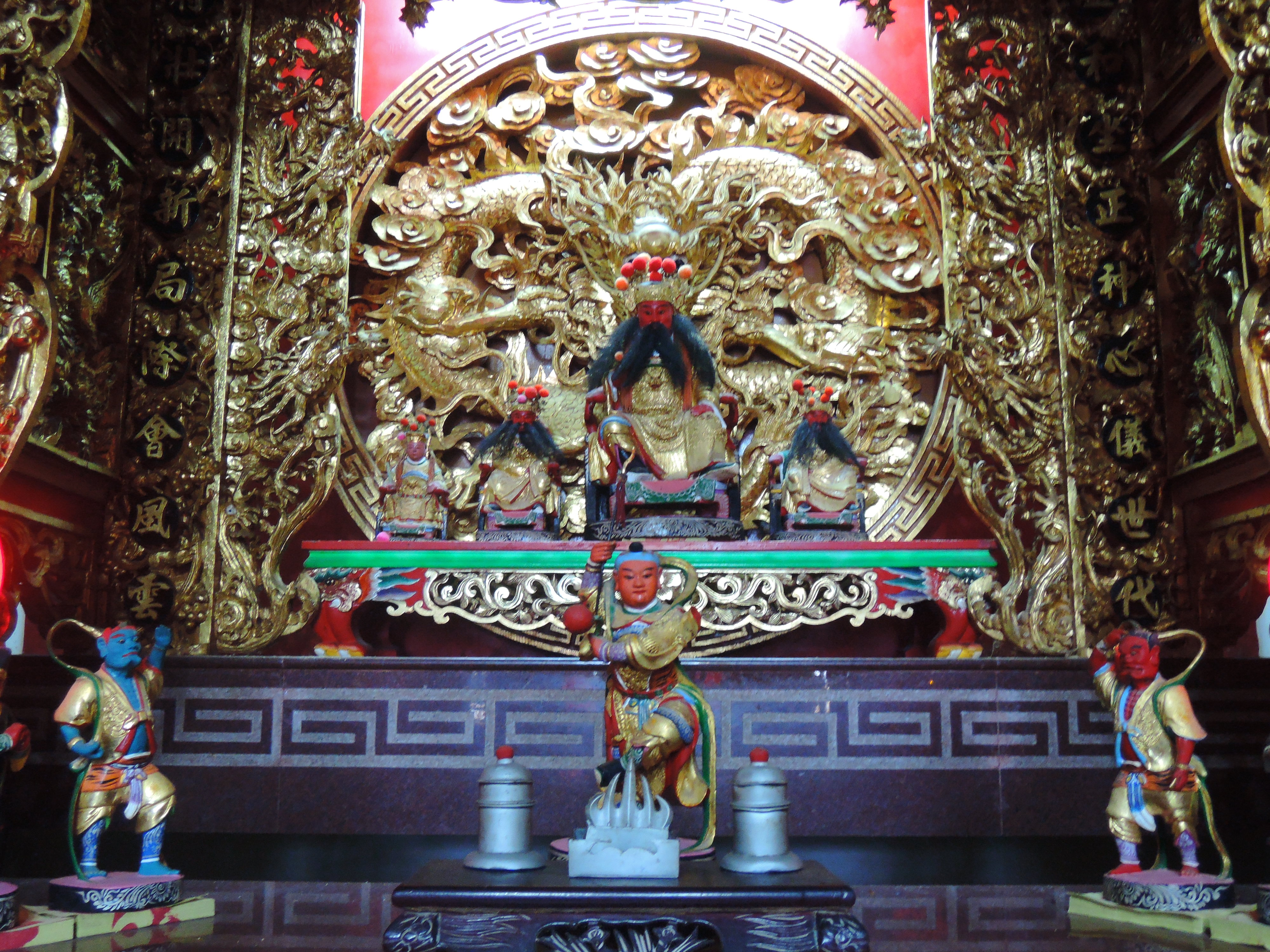
溫府王爺像
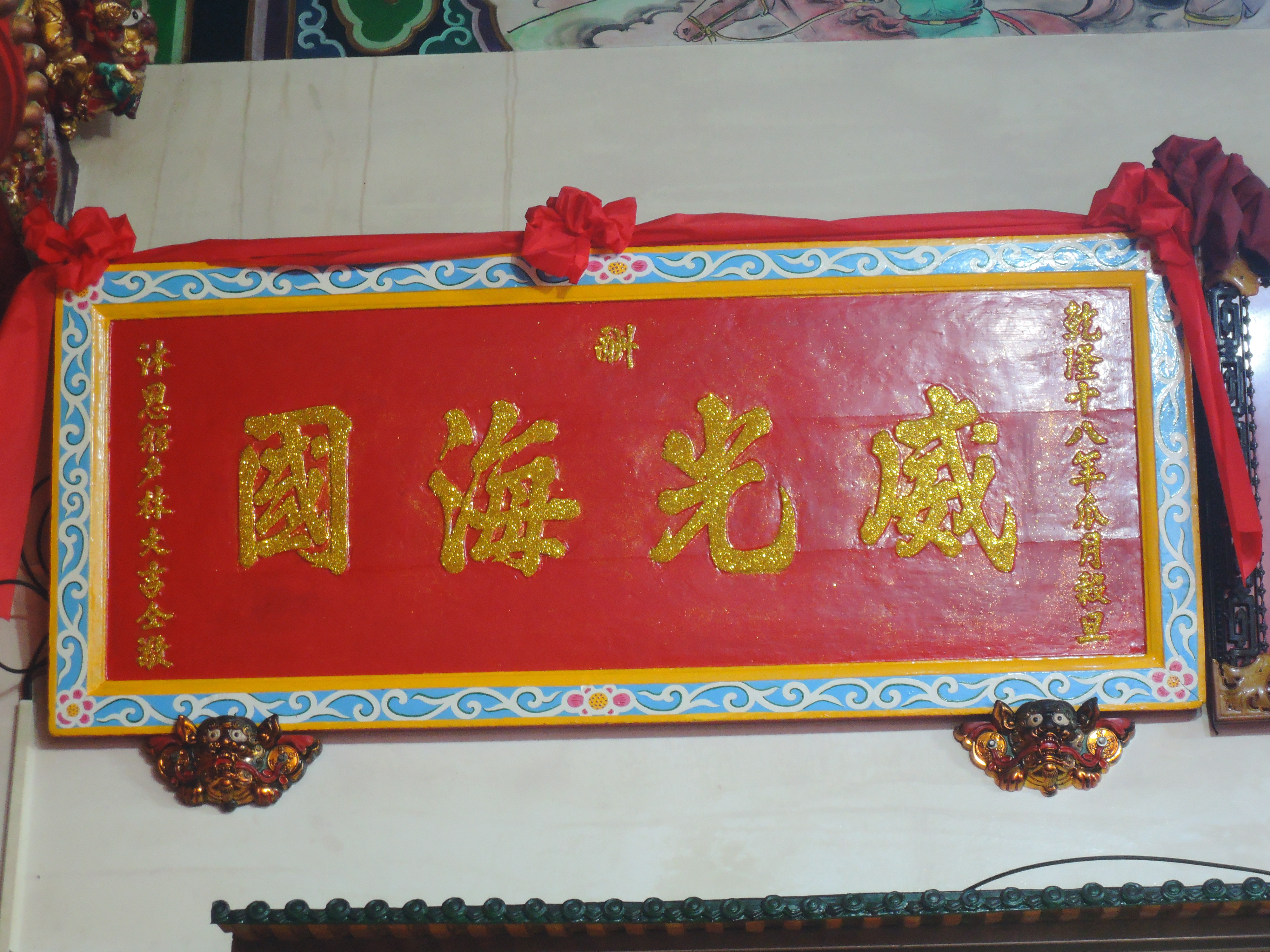
威光海國匾
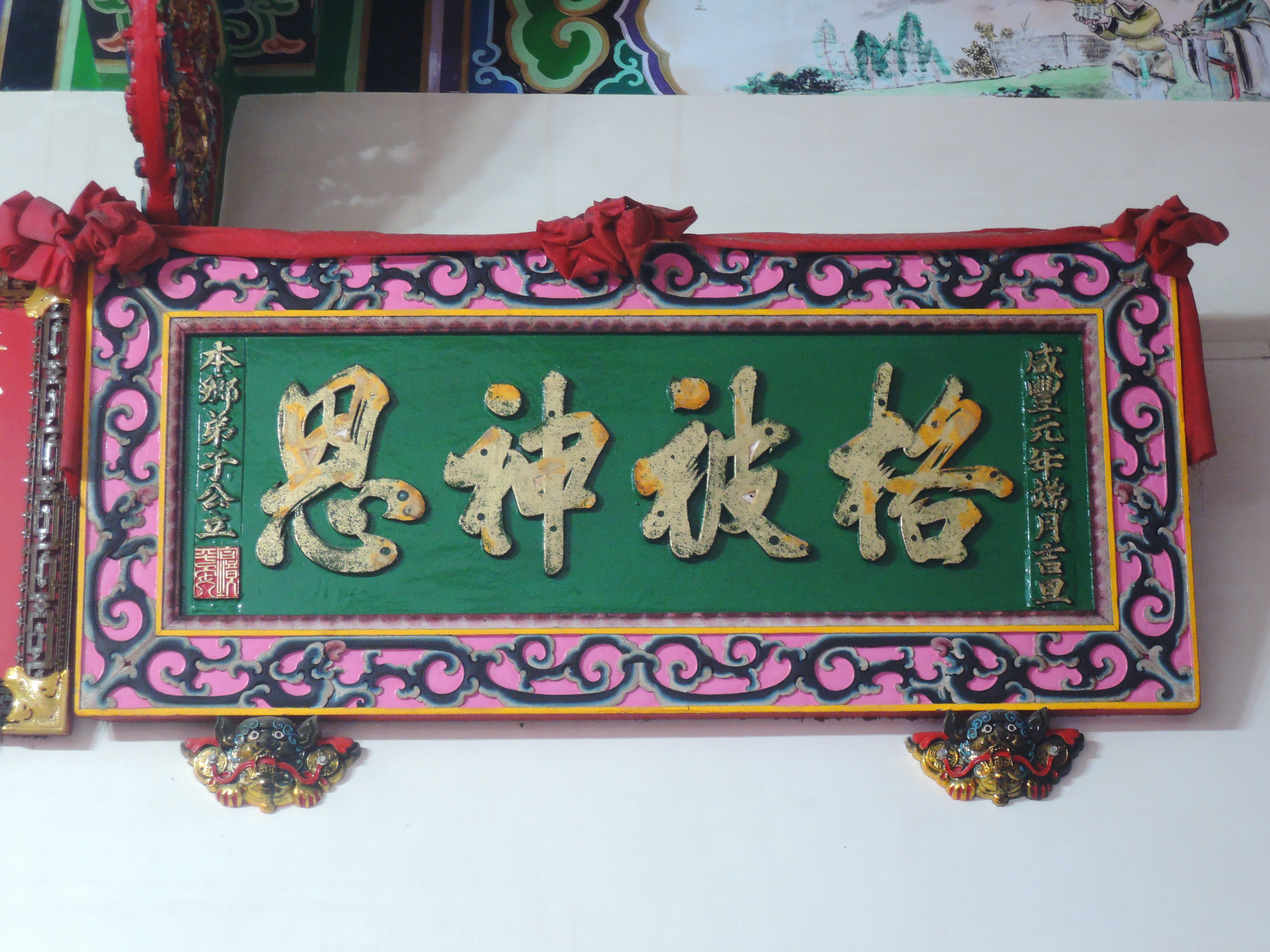
格被神恩匾